# Układ tetragonalny
Układ tetragonalny – układ krystalograficzny, w którym trzy osie są w stosunku do siebie prostopadłe, przy czym dwie jednostki osiowe mają taką samą długość, a trzecia ma długość inną.
Typowymi przedstawicielami tej grupy są:
- czworokątne graniastosłupy,
- piramidy,
- trapezoedr
- podwójne piramidy

W tym układzie krystalizuje około 10% minerałów; np. rutyl, anataz, cyrkon, kasyteryt, apofyllit, wezuwian, scheelit, skapolity, chalkopiryt, wulfenit, ksenotym.
Grupy punktowe, które należą do tego układu krystalograficznego:
| #       | Grupa punktowa                   | Grupa punktowa | Grupa punktowa | Grupa punktowa | Grupa punktowa | Przykład                 | Grupy przestrzenne |
| #       | Klasa                            | Intl           | Schoenflies    | Orbifold       | Coxeter        | Przykład                 | Grupy przestrzenne |
| ------- | -------------------------------- | -------------- | -------------- | -------------- | -------------- | ------------------------ | --- |
| 75-80   | Piramida tetragonalna            | 4              | C4             | 44             | [4]+           | pinnoit, richellit       | P4, P41, P42, P43, I4, I41 |
| 81-82   | Czworościan tetragonalny         | 4              | S4             | 2x             | [2+,4+]        | cahnit, tugtupit         | P4, I4 |
| 83-88   | Podwójna piramida tetragonalna   | 4/m            | C4h            | 4*             | [2,4+]         | szelit, wulfenit, leucyt | P4/m, P42/m, P4/n, P42/n, I4/m, I41/a |
| 89-98   | Trapezoedr tetragonalny          | 422            | D4             | 224            | [2,4]+         | krystobalit, wardyt      | P422, P4212, P4122, P41212, P4222, P4212, P4322, P43212, I422, I4122 |
| 99-110  | Piramida dytetragonalna          | 4mm            | C4v            | *44            | [4]            | diaboleit, routhieryt    | P4mm, P4bm, P42cm, P42nm, P4cc, P4nc, P42mc, P42bc, I4mm, I4cm, I41md, I41cd                                                                                             |
| 111-122 | Skalenoedr tetragonalny          | 42m            | D2d            | 2*2            | [2+,4]         | chalkopiryt, stannin     | P42m, P42c, P421m, P421c, P4m2, P4c2, P4b2, P4n2, I4m2, I4c2, I42m, I42d                                                                                                 |
| 123-142 | Podwójna piramida dytetragonalna | 4/mmm          | D4h            | *224           | [2,4]          | rutyl, piroluzyt, cyrkon | P4/mmm, P4/mcc, P4/nbm, P4/nnc, P4/mbm, P4/mnc, P4/nmm, P4/ncc, P42/mmc, P42/mcm, P42/nbc, P42/nnm, P42/mbc, P42/mnm, P42/nmc, P42/ncm, I4/mmm, I4/mcm, I41/amd, I41/acd |

układ tetragonalny prymitywny (prosty) – tP
układ tetragonalny przestrzennie centrowany – tI
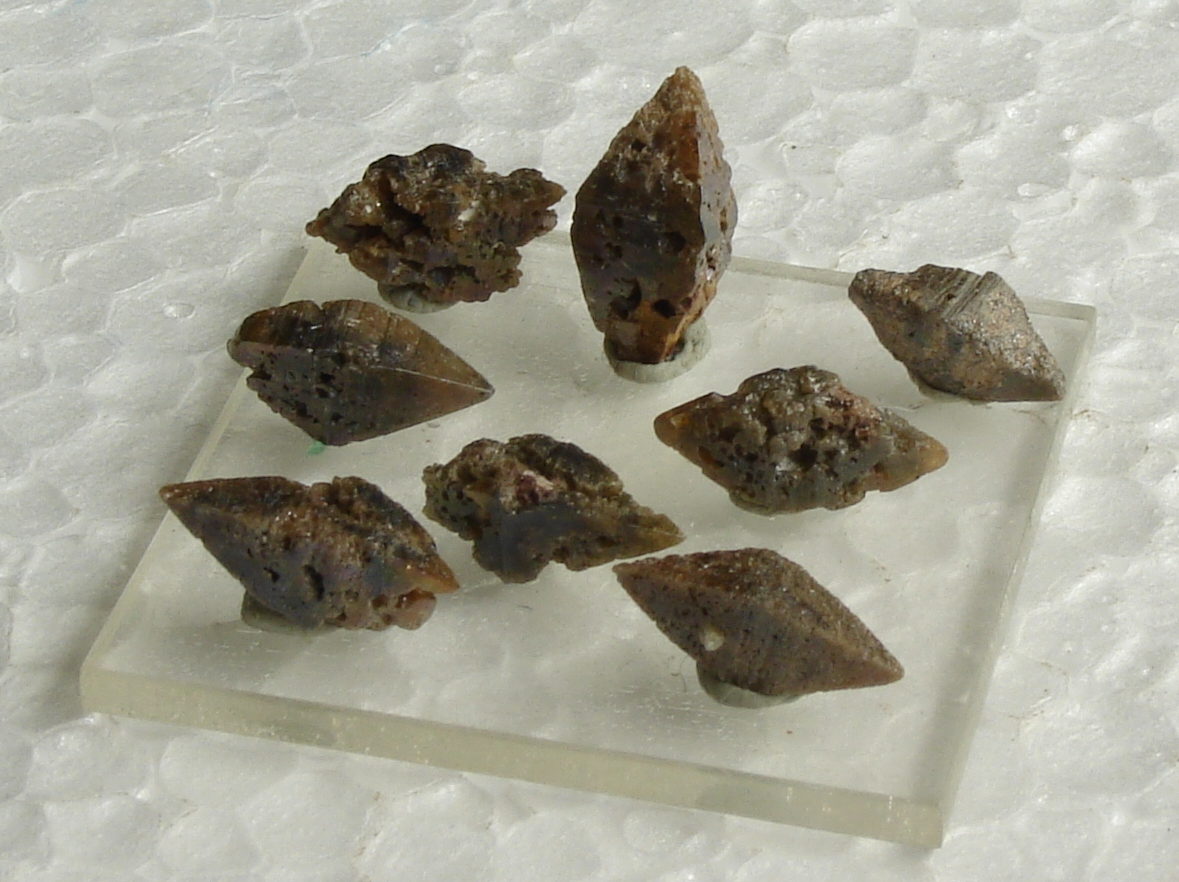
kryształy anatazu
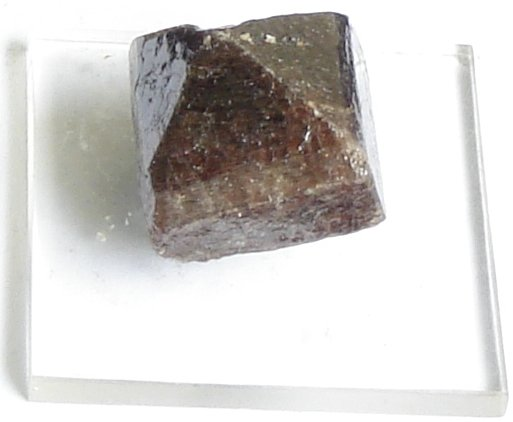
kryształ cyrkonu
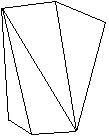
skalenoedr tetragonalny
trapezoedr tetragonalny